# اولیلامین
اولیلامین (به انگلیسی: Oleylamine) یک ترکیب شیمیایی است. که جرم مولی آن ۲۶۷٫۴۹۳ g/mol می‌باشد. شکل ظاهری این ترکیب، روشن، مایع زرد کمرنگ است.